# Capsaicina
La capsaicina (detta anche capsicina o capseicina) è un composto chimico presente, in diverse concentrazioni, in piante del genere Capsicum (ad esempio nel peperoncino piccante). È un irritante chimico per i mammiferi, compreso l'uomo, e produce una sensazione di bruciore in tutti i tessuti con cui viene a contatto. Insieme alla diidrocapsaicina, è uno degli alcaloidi responsabili della maggior parte della "piccantezza" dei peperoncini. La capsaicina e i prodotti correlati sono detti capsaicinoidi, e sono prodotti come metaboliti secondari dai peperoncini, probabilmente come deterrenti contro alcuni mammiferi e funghi.
La capsaicina fu scoperta nel 1816 da P.A. Bucholtz.

## Chimica
La capsaicina pura è idrofoba e incolore, si presenta come un solido cristallino o ceroso.
La capsaicina è un derivato del metabolismo di un acido grasso monoinsaturo, e la diidrocapsaicina lo è della versione satura.  Vengono prodotti da ghiandole situate tra la parete del frutto e la placenta (il tessuto che sorregge i semi): soprattutto quest'ultima è ricca di capsaicina, mentre i semi sono ricoperti in superficie di capsaicinoidi, ma ne sono privi all'interno. Capsaicina e capsaicinoidi sono alcaloidi incredibilmente stabili: restano inalterati per lungo tempo, anche dopo cottura e congelamento.

## Funzione naturale
La capsaicina è presente in grandi quantità nel tessuto placentare (il tessuto che sorregge i semi), nelle membrane interne e, in misura minore, nelle parti carnose dei frutti delle piante del genere Capsicum. I semi non producono capsaicina, che si trova in alta concentrazione solo nella parete interna bianca, dove sono attaccati i semi.
I semi delle piante di Capsicum sono dispersi prevalentemente dagli uccelli, che non rispondono alla capsaicina o alle sostanze chimiche correlate. I semi di peperoncino consumati dagli uccelli passano attraverso il tubo digerente intatti, mentre la dentatura dei mammiferi è in grado di distruggere i semi impedendo loro di germogliare. Pertanto, la produzione di capsaicina renderebbe meno appetibile il frutto agli animali. La capsaicina potrebbe essersi evoluta come agente antifungino. Il patogeno fungino Fusarium, che infetta i peperoncini selvatici e riduce la vitalità dei semi, viene inibito dalla capsaicina.

## Meccanismo di azione
Come tutti i capsaicinoidi, la capsaicina è irritante nei mammiferi, incluso l'uomo, e produce una sensazione di bruciore nelle mucose, bocca inclusa, dove passa in soluzione e stimola i recettori VR1 (vanilloid receptor type 1), i quali a loro volta attivano la proteina VRL-1 (vanilloid receptor-like 1). VR-1 e VRL-1 si attivano normalmente alle temperature di rispettivamente circa 43 °C e 52 °C; l'effetto di dolore e bruciore causato dalla capsaicina non è ovviamente dovuto all'esposizione a una reale fonte di calore, ma è del tutto virtuale. Analogamente virtuali sono le sensazioni alla base dei presunti effetti disinfettanti e della presunta capacità di causare emorroidi: in realtà, poiché gran parte dei capsaicinoidi non vengono digeriti, l'effetto sull'ano è lo stesso che nella bocca, ossia di stimolazione dei recettori per il dolore.

## Usi

### Alimenti
La capsaicina è usata comunemente come spezia nei prodotti alimentari per fornire la sensazione di piccantezza.
Per neutralizzare il bruciore nella bocca, i metodi più efficaci sono bere un sorso di latte intero, ingerire dello zucchero, dell'olio o dei grassi; anche masticare del pane aiuta, in quanto rimuove per azione meccanica la capsaicina, mentre la caseina di latte, molto più concentrata nei formaggi, la lega, rendendola inefficace. Non è molto solubile in acqua, quindi bere acqua non aiuta molto, mentre lo è nei grassi e nell'alcool. Per i casi più estremi, porre del ghiaccio sulla parte aiuta a diseccitare i recettori. È irritante per gli occhi, e in alta concentrazione, per la cute.

### Ricerca e uso farmaceutico
La capsaicina è usata come analgesico in unguenti a uso topico e nei cerotti transdermici per alleviare il dolore, in concentrazioni comprese tra lo 0,025% e lo 0,1%.  Può essere applicata in forma di crema, spesso in associazione con altri rubefacenti, per dare sollievo temporaneo a dolori muscolari e articolari di lieve entità associati ad artrite, mal di schiena, stiramenti e distorsioni. I recettori che sono attivati da questa sostanza, infatti, dopo una prima intensa attivazione, vengono inattivati. A ciò si accompagna una deplezione nel contenuto di un lipide, il PIP2, a livello della membrana cellulare che comporta una desensibilizzazione della terminazione nervosa nei confronti dello stimolo che l'ha inizialmente eccitata. È per questo che preparati contenenti capsaicina vengono utilizzati contro i dolori muscolari e reumatici.
La capsaicina viene usata anche per ridurre i sintomi delle neuropatie periferiche, come la nevralgia post-erpetica causata dal fuoco di Sant'Antonio. L'uso di capsaicina in patch transdermici per la gestione del dolore post erpetico è stato approvato nel 2009 sia dalla Food and Drug Administration (FDA) che dall'Unione Europea. La domanda per l'utilizzo della capsaicina come analgesico nella nevralgia da HIV venne invece rifiutata.
Le creme alla capsaicina sono state usate per trattare il prurito causato dalla psoriasi, ma diversi studi clinici hanno concluso che non ci sono prove sufficienti per attribuire alla capsaicina un effetto antipruriginoso.
Non ci sono prove cliniche sufficienti per attribuire un ruolo curativo alla capsaicina in disturbi quali diabete, malattie cardiovascolari, cancro e obesità, anche se tuttavia alcuni studi indicano la capsaicina con attività anticancro.; inoltre l'uso giornaliero della capsaicina è stato associato a perdita di grasso addominale, in quanto ha causato una maggiore ossidazione del grasso e aumento del consumo di ossigeno e aumento della temperatura corporea, le quali riflettono un aumento del dispendio energetico, svolgono così un ruolo nella perdita di peso, inoltre gli alimenti che lo contengono possono sopprimere l'appetito e la regolazione della sazietà, inoltre influisce sul dispendio energetico innescando la BAT (tessuto adiposo bruno) nello stesso modo come nel caso di esposizione alla bassa temperatura, portando ad un aumento del dispendio energetico attraverso la termogenesi non tremante; È stato osservato anche l'attivazione di TRPV1 da parte della capsaicina.

### Spray al peperoncino
I capsaicinoidi sono un ingrediente degli spray per la difesa personale. Quando lo spray viene a contatto con la pelle, in particolare gli occhi o le mucose, produce dolore e difficoltà respiratoria.

### Parassiti
La capsaicina viene utilizzata per scoraggiare i parassiti, in particolare gli insetti che attaccano mammiferi come arvicole, cervi, conigli, scoiattoli, orsi e cani. I baccelli di peperoncino essiccato macinati o tritati possono essere utilizzati nel becchime per scoraggiare i roditori, sfruttando l'insensibilità degli uccelli alla capsaicina. L'Elephant Pepper Development Trust incoraggia l'uso del peperoncino come coltura barriera per dissuadere gli elefanti dal mangiare i raccolti.

### Sport equestri
La capsaicina è una sostanza vietata negli sport equestri viste le sue proprietà ipersensibilizzanti e antidolorifiche.

## Tossicità
Nel 1980 T. Glinsukon studiò le potenzialità tossiche dei capsaicinoidi. La dose letale di capsaicina varia a seconda del metodo di somministrazione:
- Endovena: 0,56 mg/kg di peso
- Via orale: 47,2 mg/kg di peso
- Uso topico: >512 mg/kg di peso

In tutti i casi la morte è dovuta a paralisi respiratoria.
Per una persona di 70 kg, la dose letale per ingestione sarebbe di 3 g di capsaicina pura.
La dose letale LD50 osservata sul topo è di 47,2 mg/kg.
Sia per ingestione (alle pareti dello stomaco) sia per uso topico sulla cute, sono ipotizzati possibili effetti co-cancerogeni da sovradosaggio, che seguono l'infiammazione indotta per aumentare l'afflusso di sangue e la crescita pilifera.

Si esclude che la sola capsaicina sia in grado di provocare il cancro, in assenza di altri fattori cancerogeni (come l'esposizione alla luce solare), di un trattamento prolungato nel tempo e di un dosaggio tale da infiammare la cute. Non è noto a oggi se l'effetto primario della capsaicina, vale a dire quello più frequente e prevalente, sia l'effetto co-cancerogeno oppure quello anticancro (apoptosi e rallentata proliferazione delle cellule tumorali).

## Concentrazione nei frutti
La sensazione di bruciore dovuta alla capsaicina ha una sua scala di misura, la scala di Scoville, dal nome dell'inventore, Wilbur Scoville. Va da 0 a 10, e inizialmente si riferiva alla diluizione necessaria ad attutire il piccante nei volontari. Attualmente si usano le unità di Scoville, per cui si va da 0 a 16 MSU per la capsaicina pura in cristalli. In realtà la misurazione attraverso HPLC avviene in unità ASTA, poi convertite in equivalenti unità sulla scala Scoville. Il peperoncino "friggitello", quando giunge a maturazione, ha circa 5 kSU (Scoville unit), sufficiente a dare un sapore amarognolo ma ancora abbastanza "dolce", quelli mediamente piccanti - i più diffusi a livello commerciale - sono intorno a 15 kSU, il peperoncino di Cayenna raggiunge i 50 kSU, l'Habanero arancione circa 400, il Red Savina Habanero, per anni registrato come il più piccante peperoncino al mondo, ha fatto misurare nel 1994 un record sul Guinness dei primati di 577 kSU, praticamente il 3% in peso di capsaicina. Successivamente sono apparse rivendicazioni di varietà indiane di concentrazioni superiori, ed è ormai assodato che esistono altri peperoncini più piccanti del Red Savina:  il 1º aprile 2006 il Times ha diffuso la notizia di una misurazione a 923 kSU di una varietà di peperoncino inglese, il Dorset Naga.
Anche se la data ha fatto pensare a una bufala, l'azienda che commercializza il Dorset Naga, Peppers by Post, ha sul proprio sito un paio di certificati di laboratori biometrici a supporto. A ogni modo, molti appassionati credono che sia una variante del Bih Jolokia assamese, che avrebbe fatto misurare valori di SU superiori al milione, circa il doppio di un Red Savina. Nel febbraio 2007, dopo ulteriori verifiche, il Guinness dei Primati riconosce il bih/bhut/naga jolokia indiano (a seconda della lingua locale), da cui derivano sia Naga Dorset sia Naga Morich, come il più piccante peperoncino al mondo, che supera il MSU. Altro pretendente è il centrafricano "Fatalii", secondo molti appassionati almeno altrettanto piccante, se non superiore, al Red Savina, anche se mancano test HPLC di questa cultivar. Altri peperoncini ritenuti pari o superiori al Red Savina, pur mancando di test di laboratorio, sono il Trinidad Scorpion, il Trinidad Congo e il 7-pot. Anche l'habanero Chocolate è in media più piccante di un Red Savina.
Tuttavia, l'estrema piccantezza, vicina al MSU, rende più indicato l'uso di queste specie come fonte di oleoresina che per consumo alimentare diretto, anche se non mancano i temerari che li utilizzano per cucinare. A ogni modo, trattandosi di prodotti naturali, la variabilità del contenuto in capsaicina dei frutti delle piante del genere Capsicum è alta, anche all'interno della stessa specie, per cui differenti misurazioni danno differenti risultati. Un'alternativa all'analisi HPLC consiste nella misura dell'intensità del colore blu che la capsaicina sviluppa quando viene trattata con ossicloruro di vanadio in un solvente anidro (solitamente acetone, etere etilico o cloroformio).
Negli Stati Uniti d'America è stata prodotta e commercializzata una "salsa piccante" che praticamente consiste di capsaicina pura in cristalli: si chiama "16 Million Reserve", con allusione all'indice SU. È un oggetto da collezione e se ne sconsiglia l'uso come alimento. È venduta a un costo nominale di 200 dollari per flacone, ma essendo stata prodotta in quantità limitata, il costo reale può raggiungere cifre ben più elevate.
Secondo W. Tang e G. Eisenbrand, in "Medicine cinesi di origine vegetale" anche nel rizoma dello zenzero sarebbe presente la capsaicina, tuttavia secondo Marlin Bersinger questo è un risultato errato, in quanto nello zenzero non sarebbero presenti i necessari precursori chimici.

## Storia
La capsaicina fu scoperta nel 1816 da P.A. Bucholtz, il quale isolò la sostanza piccante dai peperoncini macerati mediante solventi organici. Il metodo è tuttora utilizzato per estrarre l'oleoresina dai peperoncini. Nel 1876 John Clough Thresh la isolò in forma quasi pura, e la battezzò capsaicina. Karl Micko isolò la capsaicina nella sua forma pura nel 1898. Nel 1873 il farmacologo tedesco Rudolf Buchheim e 1878 l'ungherese Endre Hogyes (che ottenne la capsaicina in cristalli, che chiamò capsicolo) dimostrarono che la capsaicina stimola le mucose della bocca e dello stomaco, aumentando la produzione di succhi gastrici. La composizione chimica della capsaicina è stata determinata per la prima volta nel 1919 da EK Nelson, che chiarì parzialmente la sua struttura chimica.  La capsaicina fu sintetizzata per la prima volta nel 1930 da Ernst Spath e Stephen F. Darling. Nel 1961, sostanze simili furono isolate dai peperoncini dai chimici giapponesi S. Kosuge e Y. Inagaki, che le chiamarono capsaicinoidi.